# Ferdinando Kettler
Ferdinando Kettler (Jelgava, 1º novembre 1655 – Danzica, 4 maggio 1737) fu Duca di Curlandia e Semigallia dal 1730 al 1737.

## Biografia
Ferdinando Kettler era il figlio di Giacomo Kettler e fratello minore di Federico II Casimiro, nonché zio di Federico III Guglielmo, marito a sua volta di Anna I di Russia, la quale aveva ottenuto il Ducato di Curlandia alla di lui morte. Dal 1658 al 1660 fu, assieme alla sua famiglia, trattenuto in ostaggio dagli svedesi, prima a Riga e in seguito ad Ivangorod.
Nel 1682, dopo la morte di suo padre, il ducato passò al suo fratello maggiore Federico Casimiro e Ferdinando si arruolò nell'esercito polacco, dove militò per molti anni e nei cui ranghi raggiunse i gradi di tenente generale, partecipando a innumerevoli battaglie contro gli ottomani. Dopo che anche il fratello morì, nel 1698 Ferdinando tornò in Curlandia e divenne, unitamente alla duchessa vedova, tutore del minore Federico Guglielmo, suo nipote, nel nome del quale governò come co-reggente.
Nel 1700, quando iniziò la Grande guerra del Nord, Ferdinando fu coinvolto in vari combattimenti presso Riga. Dopo essere stato sconfitto nella battaglia della Duna fu costretto a rifugiarsi a Danzica. Curlandia e Semigallia vennero occupate dagli svedesi, che si servirono del Consiglio del ducato (landtag) per controllare il paese. Il Consiglio, su pressione straniera, ben presto sollevò Ferdinando dai suoi compiti di co-reggente; più tardi, e nonostante gli svedesi avessero lasciato il paese, avrebbe anche rifiutato di riconoscerlo duca.
Infatti, quando il nipote Federico Guglielmo morì, poco dopo aver sposato Anna di Russia, Ferdinando si proclamò duca dall'esilio, ma esitò a tornare il Curlandia dopo aver appreso l'opposizione del Consiglio. Da quel momento e per molti anni, il ducato fu quindi governato dalla nuova duchessa vedova, con il sostegno del Consiglio, i cui maggiorenti (nel 1725) nominarono Maurizio di Sassonia erede al trono e furono persino sul punto di eleggerlo nuovo duca; quest'ultimo, però, dovette rinunciare e lasciare la Curlandia, sia per il suo rifiuto a sposare Anna, sia per le frizioni avute con l'amministrazione imperiale russa.
Quando Anna venne chiamata a succedere al trono di Russia, il Ducato di Curlandia, con l'assenso del Consiglio Ducale ed il beneplacito della neo-zarina, tornò quindi a Ferdinando, che lo governò da Danzica e ne mantenne il dominio sino alla morte. Ferdinando, appena diventato duca (ormai settantacinquenne), sposò la Duchessa Giovanna Maddalena di Sassonia-Weissenfels, dalla quale però non ebbe eredi.
Appena un mese dopo la sua scomparsa, nel 1737, il Consiglio affidò il ducato, su suggerimento della Zarina, al di lei amante, Ernesto Giovanni Biron.

## Ascendenza
|                                               |                                        |                                         | Genitori                                       |  |  | Nonni |  |  | Bisnonni            |  |  | Trisnonni                       |  |
|                                               |                                        |                                         |                                                |  |  |       |  |  | 8. Gottardo Kettler |  |  | 16. Gottardo Kettler di Melrich |  |
|                                               |                                        |                                         |                                                |  |  |       |  |  | 8. Gottardo Kettler |  |  | 16. Gottardo Kettler di Melrich |  |
|                                               |                                        | 17. Sibilla Sofia di Nesselrode         |                                                |  |  |       |  |  | 8. Gottardo Kettler |  |  |                                 |  |
| 4. Guglielmo Kettler                          |                                        |                                         |                                                |  |  |       |  |  | 8. Gottardo Kettler |  |  |                                 |  |
|                                               |                                        | 9. Anna di Meclemburgo                  | 18. Alberto VII di Meclemburgo-Güstrow         |  |  |       |  |  |                     |  |  |                                 |  |
|                                               |                                        | 9. Anna di Meclemburgo                  | 18. Alberto VII di Meclemburgo-Güstrow         |  |  |       |  |  |                     |  |  |                                 |  |
|                                               |                                        | 9. Anna di Meclemburgo                  | 19. Anna di Brandeburgo                        |  |  |       |  |  |                     |  |  |                                 |  |
| 2. Giacomo Kettler                            |                                        | 9. Anna di Meclemburgo                  |                                                |  |  |       |  |  |                     |  |  |                                 |  |
|                                               |                                        | 10. Alberto Federico di Prussia         | 20. Alberto I di Prussia                       |  |  |       |  |  |                     |  |  |                                 |  |
|                                               |                                        | 10. Alberto Federico di Prussia         | 20. Alberto I di Prussia                       |  |  |       |  |  |                     |  |  |                                 |  |
|                                               |                                        | 10. Alberto Federico di Prussia         | 21. Anna Maria di Brunswick-Lüneburg           |  |  |       |  |  |                     |  |  |                                 |  |
| 5. Sofia di Prussia                           |                                        | 10. Alberto Federico di Prussia         |                                                |  |  |       |  |  |                     |  |  |                                 |  |
|                                               |                                        | 11. Maria Eleonora di Jülich-Kleve-Berg | 22. Guglielmo di Jülich-Kleve-Berg             |  |  |       |  |  |                     |  |  |                                 |  |
|                                               |                                        | 11. Maria Eleonora di Jülich-Kleve-Berg | 22. Guglielmo di Jülich-Kleve-Berg             |  |  |       |  |  |                     |  |  |                                 |  |
|                                               |                                        | 11. Maria Eleonora di Jülich-Kleve-Berg | 23. Maria d'Austria                            |  |  |       |  |  |                     |  |  |                                 |  |
| 1. Ferdinando Kettler                         |                                        | 11. Maria Eleonora di Jülich-Kleve-Berg |                                                |  |  |       |  |  |                     |  |  |                                 |  |
|                                               | 12. Giovanni Sigismondo di Brandeburgo | 24. Gioacchino Federico di Brandeburgo  |                                                |  |  |       |  |  |                     |  |  |                                 |  |
|                                               | 12. Giovanni Sigismondo di Brandeburgo | 24. Gioacchino Federico di Brandeburgo  |                                                |  |  |       |  |  |                     |  |  |                                 |  |
|                                               | 12. Giovanni Sigismondo di Brandeburgo | 25. Caterina di Brandeburgo-Küstrin     |                                                |  |  |       |  |  |                     |  |  |                                 |  |
| 6. Giorgio Guglielmo di Brandeburgo           | 12. Giovanni Sigismondo di Brandeburgo |                                         |                                                |  |  |       |  |  |                     |  |  |                                 |  |
|                                               |                                        | 13. Anna di Prussia                     | 26. Alberto Federico di Prussia (= 10)         |  |  |       |  |  |                     |  |  |                                 |  |
|                                               |                                        | 13. Anna di Prussia                     | 26. Alberto Federico di Prussia (= 10)         |  |  |       |  |  |                     |  |  |                                 |  |
|                                               |                                        | 13. Anna di Prussia                     | 27. Maria Eleonora di Jülich-Kleve-Berg (= 11) |  |  |       |  |  |                     |  |  |                                 |  |
| 3. Luisa Carlotta di Brandeburgo              |                                        | 13. Anna di Prussia                     |                                                |  |  |       |  |  |                     |  |  |                                 |  |
|                                               |                                        | 14. Federico IV del Palatinato          | 28. Ludovico VI del Palatinato                 |  |  |       |  |  |                     |  |  |                                 |  |
|                                               |                                        | 14. Federico IV del Palatinato          | 28. Ludovico VI del Palatinato                 |  |  |       |  |  |                     |  |  |                                 |  |
|                                               |                                        | 14. Federico IV del Palatinato          | 29. Elisabetta d'Assia                         |  |  |       |  |  |                     |  |  |                                 |  |
| 7. Elisabetta Carlotta del Palatinato-Simmern |                                        | 14. Federico IV del Palatinato          |                                                |  |  |       |  |  |                     |  |  |                                 |  |
|                                               |                                        | 15. Luisa Giuliana di Nassau            | 30. Guglielmo I d'Orange                       |  |  |       |  |  |                     |  |  |                                 |  |
|                                               |                                        | 15. Luisa Giuliana di Nassau            | 30. Guglielmo I d'Orange                       |  |  |       |  |  |                     |  |  |                                 |  |
|                                               |                                        | 15. Luisa Giuliana di Nassau            | 31. Carlotta di Borbone-Montpensier            |  |  |       |  |  |                     |  |  |                                 |  |
|                                               |                                        | 15. Luisa Giuliana di Nassau            |                                                |  |  |       |  |  |                     |  |  |                                 |  |